# Джеймс Морроу
Джеймс Морроу (англ. James Morrow; 17 березня 1947, Філадельфія) — американський письменник-фантаст. Лауреат міжнародних премій в галузі фантастики Неб'юла, Всесвітньої премії фентезі та інших.